# 2008년 한국시리즈
2008 삼성 PAVV 프로 야구 한국시리즈는 10월 26일부터 10월 31일까지 열렸다. 한국시리즈 통산 3번째로 전 시즌 한국시리즈와 같은 대진으로 열린 시리즈이다. 정규 시즌 1위팀 SK 와이번스가 플레이오프 승리팀 두산 베어스를 시리즈 전적 4승 1패로 누르고 2007년에 이어 한국시리즈 2연패를 차지하였다. SK 와이번스의 최정이 최연소 MVP를 차지했다.

## 정규 시즌
| 순위 | 구단          | 승 | 패 | 승률  | 승차 |
| ---- | ------------- | -- | -- | ----- | ---- |
| 1위  | SK 와이번스   | 83 | 43 | 0.659 | 0.0  |
| 2위  | 두산 베어스   | 70 | 56 | 0.556 | 13.0 |
| 3위  | 롯데 자이언츠 | 69 | 57 | 0.548 | 14.0 |
| 4위  | 삼성 라이온즈 | 65 | 61 | 0.516 | 18.0 |
| 5위  | 한화 이글스   | 64 | 62 | 0.508 | 19.0 |
| 6위  | KIA 타이거즈  | 57 | 69 | 0.452 | 26.0 |
| 7위  | 우리 히어로즈 | 50 | 76 | 0.397 | 33.0 |
| 8위  | LG 트윈스     | 46 | 80 | 0.365 | 37.0 |

- 정규 시즌에서 각각 1, 2, 3, 4위를 차지한 SK, 두산, 롯데, 삼성이 포스트 시즌에 진출했다.

## 플레이오프 결과
|               | 승리팀             | 경기 결과 | 상대팀              |
| ------------- | ------------------ | --------- | ------------------- |
| 준 플레이오프 | 삼성 라이온즈(4위) | 3 - 0     | 롯데 자이언츠(3위)  |
| 플레이오프    | 두산 베어스 (2위)  | 4 - 2     | 삼성 라이온즈 (4위) |

### 준 플레이오프
2008 준 플레이오프에서는 8년 만에 포스트시즌 진출에 성공한 3위 롯데 자이언츠와 12년 연속 포스트시즌 진출 기록을 세운 4위 삼성 라이온즈가 만났다. '패기와 관록의 대결'로도 불렸던 준 플레이오프는 관록의 삼성이 패기의 롯데를 3전 전승으로 침몰시키면서 가볍게 플레이오프에 진출했다. 준플레이오프 MVP는 진갑용이 차지했다. 롯데는 포스트시즌에서 안방인 사직 야구장에서 1·2차전 연패를 포함하여 6연패를 당하는 굴욕을 겪었다. 대부분 롯데 자이언츠의 우세를 점쳤으나, 결과는 경험의 차이 하나로 완전히 다른 결과가 나왔다.

### 플레이오프
7전 4선승제로 진행된 플레이오프에서는 2위 두산 베어스와 4위 삼성 라이온즈가 만났다. '기동력과 불펜 싸움'으로 대표되는 플레이오프는 타고투저 현상이 발생할 정도로 양팀의 선발 투수들이 퀄리티 스타트, 승리 요건을 갖추지 못하고 내려오기 일쑤였다. 결국 수중전으로 진행된 6차전에서 두산이 삼성을 4승 2패로 누르고 한국시리즈에 진출했다. 플레이오프 MVP는 이종욱이 차지하였다. 지난 플레이오프에서도 MVP를 차지한 이종욱은 이로써 2년 연속 플레이오프 MVP를 차지하는 영광을 누렸다.

## 출장자 명단

### SK 와이번스
- 감 독 - 김성근
- 코 치 - 이만수, 이광길, 김태균, 가토, 이세, 후쿠하라
- 투 수 - 김원형, 조웅천, 가득염, 이승호, 정대현, 채병용, 윤길현, 이영욱, 송은범, 정우람, 김광현, 레이번
- 포 수 - 박경완, 정상호, 이재원
- 내야수 - 김재현, 박정환, 나주환, 정근우, 최정, 모창민
- 외야수 - 박재홍, 이진영, 조동화, 박재상, 김강민

### 두산 베어스
- 감 독 - 김경문
- 코 치 - 김광수, 김태형, 김광림, 윤석환, 김민호, 강인권
- 투 수 - 김선우, 이혜천, 랜들, 이승학, 이재우, 정재훈(41), 김상현, 금민철, 임태훈, 이용찬, 원용묵, 박민석
- 포 수 - 홍성흔, 채상병, 최승환
- 내야수 - 김동주, 정원석, 이대수, 고영민, 최준석, 오재원, 김재호
- 외야수 - 전상렬, 유재웅, 이종욱, 김현수

## 경기 기록
| 일시                                                            | 경기  | 원정팀(선공) | 스코어 | 홈팀(후공)  | 개최 구장             | 개시 시각 | 관중수   | 경기 MVP             |
| --------------------------------------------------------------- | ----- | ------------ | ------ | ----------- | --------------------- | --------- | -------- | -------------------- |
| 10월 26일(일)                                                   | 1차전 | 두산 베어스  | 5 - 2  | SK 와이번스 | 인천SSG랜더스필드     | 14시 00분 | 30,400명 | 랜들 (두산 베어스)   |
| 10월 27일(월)                                                   | 2차전 | 두산 베어스  | 2 - 5  | SK 와이번스 | 인천SSG랜더스필드     | 18시 00분 | 30,400명 | 김재현 (SK 와이번스) |
| 10월 29일(수)                                                   | 3차전 | SK 와이번스  | 3 - 2  | 두산 베어스 | 서울종합운동장 야구장 | 18시 00분 | 30,500명 | 최정 (SK 와이번스)   |
| 10월 30일(목)                                                   | 4차전 | SK 와이번스  | 4 - 1  | 두산 베어스 | 서울종합운동장 야구장 | 18시 00분 | 30,500명 | 이승호 (SK 와이번스) |
| 10월 31일(금)                                                   | 5차전 | SK 와이번스  | 2 - 0  | 두산 베어스 | 서울종합운동장 야구장 | 18시 00분 | 30,500명 | 김광현 (SK 와이번스) |
| 우승 : SK 와이번스 (2번째), 한국시리즈 MVP : 최정 (SK 와이번스) |       |              |        |             |                       |           |          |                      |

## 한국시리즈 경기결과

### 1차전
10월 26일 - 인천SSG랜더스필드
| 팀 | 1 | 2 | 3 | 4 | 5 | 6 | 7 | 8 | 9 | R | H | E | B |
| 두산 베어스 ◄ | 0 | 0 | 0 | 0 | 1 | 2 | 1 | 0 | 1 | 5 | 9 | 1 | 9 |
| SK 와이번스 | 0 | 1 | 0 | 0 | 0 | 0 | 1 | 0 | 0 | 2 | 5 | 1 | 3 |
| 승리 투수: 랜들 패전 투수: 김광현 세이브: 이재우 홀드: 없음 홈런: 두산 – 홍성흔 (이승호 상대로 9회 1점) SK – 김재현 (랜들 상대로 2회 1점) |   |   |   |   |   |   |   |   |   |   |   |   |   |

- 애국가 : SG 워너비
- 시구 : 김양중 (원로 야구인, 백구회 회장)
- 1차전 MVP : 두산 랜들 - 5 ⅓이닝동안 1자책점 4탈삼진
- 두산 홍성흔 포스트 시즌 통산 최다 루타 신기록: 97루타

2007년에 이어 2008년에도 다시 만난 두산 베어스와 SK 와이번스의 리턴 매치로 관심을 모은 한국시리즈의 서막이 올랐다. 1차전 양팀 선발 투수로 두산은 맷 랜들을, SK는 김광현을 내세웠다. 두 선수 모두 상대전적이 강한 선수였기 때문에 1차전 선발 투수로 낙점되었던 것이다.
기선은 SK가 먼저 잡았다. 2회말에서 2007년 한국시리즈 MVP 김재현이 중월 솔로홈런을 터뜨려 1-0으로 앞서나가기 시작했다. 그러나 두산 또한 5회초 공격에서 선두타자 채상병이 3루수 내야안타로 출루하여 후속타자의 희생번트로 2루까지 진루한 다음 이종욱 타석에서 SK 포수 박경완이 공을 놓치는 사이 3루로 진루하였다. 그리고 이종욱의 좌중간 적시타로 홈에 들어오면서 점수는 1-1 동점이 되었다. 5회말 SK도 조동화가 볼넷으로 출루하면서 득점찬스를 맞았지만 조동화가 랜들의 견제동작에 걸리면서 주루사를 당하여 기회를 무산시켰다.
6회초 2사 주자 1,3루 상황에서 이대수 대신 등장한 최준석이 좌익수 선상에 떨어지는 2타점 적시타를 터뜨려 점수는 역전되었다. 플레이오프 2차전에도 대타로 나선 그는 중요한 상황에서 안타를 터뜨리지 못하였으나 이 날 적시 안타를 터뜨리면서 김경문 감독의 믿음에 보답하였던 것이다.
그 후 두산은 선발 랜들을 강판하고 이재우를 등판시켰다. 이재우는 나주환에게 안타와 도루를 내주고 후속타자 조동화를 삼진으로 잡았지만 2사 2루 상황에서 정근우에게 안타를 맞고 1실점하였다. 그러나 8회말에 2탈삼진 포함하여 SK 타선을 삼자범퇴로 처리하였다. 9회초 두산 홍성흔이 좌중월 솔로홈런을 터뜨려 결정타를 만들었다.
두산 랜들은 5 ⅓이닝 동안 1실점, 4탈삼진으로 호투하며 승리투수가 되었고, SK 김광현은 5 ⅔이닝 동안 3실점, 6탈삼진하며 분전했으나 후반 이후 타선의 불발로 패전투수가 되었다.

### 2차전
10월 27일 - 인천SSG랜더스필드
| 팀 | 1 | 2 | 3 | 4 | 5 | 6 | 7 | 8 | 9 | R | H | E | B |
| 두산 베어스 | 0 | 0 | 0 | 2 | 0 | 0 | 0 | 0 | 0 | 2 | 4 | 4 | 2 |
| SK 와이번스 ◄ | 2 | 0 | 0 | 0 | 1 | 0 | 2 | 0 | X | 5 | 9 | 1 | 4 |
| 승리 투수: 정우람 패전 투수: 김선우 세이브: 정대현 홀드: 윤길현, 이승호 홈런: SK – 김재현 (임태훈 상대로 7회 2점) |   |   |   |   |   |   |   |   |   |   |   |   |   |

- 애국가 : 가수 옥주현
- 시구 : 박태환 (2008 베이징올림픽 수영 금메달리스트)
- 2차전 MVP: SK 김재현 4타수 2안타 2타점 1홈런
- SK 김재현 2경기 연속 홈런, 포스트 시즌 13경기 연속 안타, 한국시리즈 8경기 연속 안타, 한국시리즈 6경기 연속 득점 기록
- SK 김재현 포스트 시즌 통산 최다 루타 신기록: 98루타

양팀 선발로 두산은 김선우를, SK는 채병용을 내세웠다. 1회말부터 SK 타선은 정근우가 우전안타로 출루하고 박재상의 희생번트와 박재홍의 내야안타로 2사 1,3루를 만들면서 두산 선발투수 김선우를 흔들었다. 그리고 다음타자 이진영이 적시타를 터뜨려 1점을 올리고, 다음 타자 최정 타석때 김선우의 폭투로 박재홍이 득점을 올리면서 2-0으로 기선을 제압했다.
두산 또한 4회초 김동주가 우월 2루타로 출루하고, 홍성흔이 우익수 앞 3루타로 한 점을 만회했다. 그리고 무사 3루 상황에서 고영민의 우익수 희생플라이로 동점을 만들었다. 그러나 5회말 SK 공격에서 정근우가 3루수 실책으로 나간 후 2루 도루에 성공, 무사 2루 상황에서 박재상의 좌월 적시 2루타로 다시 앞서나갔다.
7회말 다시 SK의 공격에서 정근우가 볼넷으로 나간 후 견제사당했지만 다시 박재상이 볼넷으로 나간 상황에서 김재현이 우월 투런 홈런을 작렬했다. 김재현은 이미 지난 한국시리즈 최종전에서 임태훈으로부터 홈런을 때려낸데 이어 이번에도 임태훈의 2구째 141km 패스트볼을 넘김으로써 임태훈에게 다시 한 번 징크스를 안긴 것이다.
SK는 우완 선발 채병룡이 4이닝 2실점으로 막고 정우람, 윤길현, 이승호, 정대현으로 이어지는 투수진이 두산 공격을 무실점으로 틀어막는 호투로 승리를 이끌었다. 2번째 투수로 나와 1이닝 무실점을 기록한 정우람이 승리 투수가 됐다.
두산은 김동주와 오재원이 각각 3회와 4회, 5회와 8회에 실책을 저질러 패배의 빌미를 제공했다. 김동주는 3루 수비를 보던 3,4회에 1루로 공을 너무 높게 던지는 실책을 범하며 1루수 오재원과 수비 위치를 바꿨지만 공교롭게도 3루 수비를 보던 오재원도 5회와 8회에 3루수 땅볼을 놓치는 실책을 저질렀다. 이 날 경기에서 3루에서만 4개의 실책이 나오는 기이한 기록이 나온 것이다.

### 3차전
10월 29일 - 서울종합운동장 야구장
| 팀 | 1 | 2 | 3 | 4 | 5 | 6 | 7 | 8 | 9 | R | H  | E | B |
| SK 와이번스 ◄ | 0 | 0 | 0 | 1 | 0 | 2 | 0 | 0 | 0 | 3 | 5  | 0 | 1 |
| 두산 베어스 | 0 | 0 | 0 | 1 | 0 | 0 | 1 | 0 | 0 | 2 | 11 | 1 | 2 |
| 승리 투수: 정우람 패전 투수: 이혜천 세이브: 정대현 홀드: 윤길현, 조웅천, 이승호 홈런: SK – 최정 (이재우 상대로 6회 2점) 두산 – 최승환 (조웅천 상대로 7회 1점) |   |   |   |   |   |   |   |   |   |   |    |   |   |

- 애국가 : 뮤지컬 배우 김소현
- 시구 : 이소연 (대한민국 최초의 우주인)
- 3차전 MVP: SK 최정 4타수 1안타 2타점 1홈런

양팀 선발로 두산은 좌완투수 이혜천을, SK는 외국인선수 케니 레이번을 내세웠다.
SK는 한국시리즈 3경기 연속 선취점을 뽑았다. 4회초 1사 이진영의 2루타로 2루 상황에서 이재원의 적시타로 1점을 앞서갔다. 그러나 바로 이어진 4회말 공격에서 두산의 김현수의 볼넷, 김동주의 안타, 홍성흔의 투수앞 희생땅볼로 주자 2,3루 상황에서 오재원 타석 때 레이번의 폭투로 3루에 있던 김현수가 홈인하여 1-1 동점을 만들었다.
SK는 1-1로 동점이던 6회초 이재원이 안타를 치고 출루하였고 이어진 2사 1루 상황에서 최정이 바뀐 투수 이재우의 초구 145km 패스트볼을 통타, 자신의 첫 포스트 시즌 홈런인 좌월 투런 홈런을 작렬시켰다. 그러나 7회말 공격에서 대수비로 투입되었던 두산 최승환이 SK투수 조웅천의 공을 통타하여 자신의 생애 첫 한국시리즈 홈런인 좌월 솔로 홈런을 터뜨려 1점을 만회, 스코어는 3-2가 되었다. 아울러 최승환은 한국시리즈 첫 타석에서 홈런을 때리는 진기록을 세웠다.
SK의 김성근 감독은 선발투수 레이번, 정우람, 윤길현, 조웅천, 이승호에 이어 8회말부터는 특급마무리 정대현을 투입하는 초강수를 두었다. 정대현은 9회말에서 유재웅, 이종욱, 고영민에게 안타를 잇따라 맞았으나 1사 주자 만루 상황에서 김현수를 병살타로 처리하여 1세이브를 챙겼다.
SK 김재현은 8회초 모창민대신 대타로 출장했으나 1루수 땅볼로 물러남으로써 그동안 이어져오던 한국시리즈 3연속경기 홈런, 한국시리즈 8경기 연속 안타, 포스트 시즌 13경기 연속 안타 기록을 마감했다. 게다가 테이블 세터진이나 포수 박경완의 부진이 아쉬웠을만큼 SK의 공격력은 부진하였다. 하지만 다행히 최정의 홈런으로 3차전을 승리할 수 있었다.

### 4차전
10월 30일 - 서울종합운동장 야구장
| 팀                                                                            | 1 | 2 | 3 | 4 | 5 | 6 | 7 | 8 | 9 | R | H  | E | B |
| SK 와이번스 ◄                                                                 | 1 | 0 | 0 | 1 | 0 | 0 | 1 | 0 | 1 | 4 | 10 | 1 | 2 |
| 두산 베어스                                                                   | 0 | 1 | 0 | 0 | 0 | 0 | 0 | 0 | 0 | 1 | 7  | 2 | 6 |
| 승리 투수: 가득염 패전 투수: 랜들 세이브: 채병용 홀드: 이영욱, 정우람, 이승호 |   |   |   |   |   |   |   |   |   |   |    |   |   |

- 애국가 : 뮤지컬 배우 최정원
- 시구 : 영화배우 장미희
- 4차전 MVP: SK 이승호 1 ⅔이닝동안 무실점 2탈삼진
- SK 가득염 한국시리즈 최고령 승리투수 기록: 39세 29일 (종전기록 : 전 LG 투수 만자니오 - 39세 18일)
- 두산 홍성흔 포스트 시즌 개인 최다루타 신기록: 100루타

양팀 선발투수로 SK는 송은범이, 두산은 맷 랜들이 등판하였다. SK가 한국시리즈 선발투수 로테이션을 철저히 지켜가며 4선발을 내세웠지만 두산은 1차전 선발로 뛰었던 랜들을 내세웠다. 두산 입장에서는 1승후 2연패하며 시리즈 전적이 역전된 상황이었기 때문에 1승을 거두며 분위기를 반전시키겠다는 계산이었다.
선취점을 SK가 1회초에 뽑았다. 이는 한국시리즈 4경기 연속 선취 득점이다. 1사 주자없는 상황에서 SK 박재상이 안타를 치고 1루에 출루한 다음 2루 도루 시도때 두산 포수 채상병의 실책으로 3루까지 진루한 상황에서 김재현의 2루수 땅볼로 박재상이 홈인하여 1-0으로 앞서나갔다. 두산도 2회말에 김동주와 홍성흔이 연속 안타를 치고 나간 무사 주자 2,3루 상황에서 오재원이 병살타를 쳤지만 3루주자 김동주가 홈인하여 1-1 동점을 만들었다.
4회초 SK 공격에서 박재홍이 볼넷으로 출루한 후 다음 타자 최정이 좌전 적시 2루타를 터뜨려 다시 2-1로 앞서 나갔다. 이후 양팀은 이렇다할 공격이나 득점 찬스를 만들지 못하였다. 그러다가 7회초에 SK 나주환이 선두타자로 안타를 치며 1루에 출루한 뒤 도루를 성공한 후 김강민의 내야 안타로 만들어진 1사 주자 1,2루에서 타석에 등장한 이진영이 때린 병살타 코스가 두산 2루수의 악송구로 2루에 있던 주자가 홈인하면서 추가점을 뽑으며 3-1이 되었다. SK는 9회초에도 선두타자 나주환이 2루수와 우익수 사이에 떨어지는 텍사스성 안타를 치고 출루하고, 박경완의 희생번트와 김강민의 3루 땅볼로 만든 2사 3루 상황에서 9회초부터 바뀐투수 이용찬의 폭투로 3루주자가 홈인하면서 4-1이 되었다.
두산은 승부처가 된 7회말에서 김동주가 볼넷으로 나가고 홍성흔이 우전안타를 터뜨린 후 전상렬대신 대타로 나선 최준석이 볼넷으로 나가며 2사 만루 상황이 되었다. 두산은 다시 한 번 대타로 이대수를 내보내는 승부수를 띄웠으나 바뀐 투수 이승호의 초구를 때린 이대수의 타구가 3루수 땅볼이 되면서 기회가 무산되었다. 8회말 다시 찾아온 공격에서 고영민의 우전안타와 김동주의 투수앞 내야안타, 홍성흔이 힛바이 피치드볼로 출루하여 또다시 만든 2사 만루 상황에서 타석에 등장한 유재웅이 바뀐 투수 채병용에게 삼진을 당하며 천금같은 기회를 무산시키고 말았다.
반면 SK는 3회말 정근우가 이종욱의 안타성 타구를 역동작으로 잡아내며 2루에 송구하면서 병살타로 연결시켰고, 4회말에는 3차전 수훈선수인 최정이 김현수의 좌익선상 직선 타구를 다이빙캐치 하며 병살타를 잡아내는등 고비때마다 호수비로 실점을 막아냈다.
두산의 랜들은 7이닝동안 3자책점으로 2008 포스트 시즌에서 처음으로 퀄리티 스타트를 기록했다. SK 두 번째 투수 가득염이 승리투수가 되었고, 8회말부터 선발투수이자 깜짝 등판한 채병용이 세이브를 기록했다. 이로써 SK는 시리즈전적 3승 1패를 기록하며 한국시리즈 2연패에 1승만을 남겨두게 되었고, 두산은 남은 경기를 모두 이겨야만 하는 상황에 처하게 되었다.

### 5차전
10월 31일 - 서울종합운동장 야구장
| 팀                                                                              | 1 | 2 | 3 | 4 | 5 | 6 | 7 | 8 | 9 | R | H | E | B |
| SK 와이번스 ◄                                                                   | 0 | 0 | 0 | 0 | 0 | 0 | 1 | 1 | 0 | 2 | 5 | 0 | 6 |
| 두산 베어스                                                                     | 0 | 0 | 0 | 0 | 0 | 0 | 0 | 0 | 0 | 0 | 6 | 1 | 6 |
| 승리 투수: 김광현 패전 투수: 김선우 세이브: 채병용 홀드: 정우람, 윤길현, 이승호 |   |   |   |   |   |   |   |   |   |   |   |   |   |

- 애국가 : 스윙킹즈 (6인조 브라스 밴드)
- 시구 : 탤런트 홍수아
- 한국시리즈 MVP: SK 최정 0.263 (19타수 5안타), 1홈런 4타점
- 5차전 MVP: SK 김광현 6 ⅓이닝동안 무실점 3탈삼진
- 최정 역대 한국시리즈 최연소 MVP: 만 21세 8개월 3일
- 이승호 4게임 연속 홀드 기록

양팀 선발투수로 SK는 김광현이, 두산은 김선우가 등판하였다. 양팀 선발투수 모두 6회까지 무실점으로 호투하며 퀄리티 스타트를 기록하였다. 그러나 7회초 SK 공격에서 김선우가 김재현을 볼넷으로, 최정과 나주환을 힛바이 피치드볼로 보낸 2사 주자 만루 상황이 되면서 박경완의 3루앞 땅볼이 3루수 팔꿈치에 맞는 실책으로 1실점하여 점수는 1-0로 SK가 앞서나갔다.
7회말 두산은 최승환, 김재호가 안타를 쳤으나 이후 이종욱, 고영민이 잇따라 플라이 아웃으로 물러나면서 득점찬스를 살리지 못하였다. 이후 SK는 김광현을 내리고 정우람, 윤길현, 이승호, 채병용으로 이어지는 불펜진을 가동하였다.
8회초 SK 공격에서 박재상의 안타와 박재홍의 볼넷으로 만들어진 주자 1,2루 상황에서 최정이 좌중간을 가르는 적시타로 점수는 2-0이 되었다. 하지만 두산은 이어진 8회말 공격에서 김현수의 볼넷, 김동주의 안타로 무사 1,2루 상황을 만들었다. 그러나 이 상황에서 홍성흔의 좌중간 깊숙한 타구가 SK 중견수 조동화의 다이빙캐치에 잡히고, 오재원의 좌익수앞 타구도 박재상에게 플라이 아웃된 뒤 유재웅이 삼진으로 물러나면서 기회를 무산시키고 말았다.
운명의 9회말 마지막 공격에서 두산은 최승환의 볼넷과 김재호의 내야 안타, 이종욱의 좌익수앞 안타로 무사 만루가 되었다. 그러나 이후 고영민의 투수앞 땅볼로 1사 만루 상황에서 타석에 들어선 김현수의 타구가 투수-포수-1루수로 이어지는 병살타가 되면서 찬스를 무산시키며 1승 후 4연패로 준우승에 그쳤다.
4차전에 이어 다시 마무리로 등판한 SK 채병용은 2세이브째를 따냈으며, 이로써 SK는 시리즈전적 4승 1패로 한국시리즈 패권을 차지하고 2008 코나미컵 아시아 시리즈 출전권을 따냈으며 MVP로는 최정이 선정되었다. 최정은 3,4,5차전 연속 결승타를 터뜨려 팀의 승리에 기여하여 유효표 69표 중 45표를 득표하였다.

## 방송 중계
| 방송 채널 | 캐스터(한국시리즈 차전) | 현장 리포터 | 해설위원 | 비고 |
| --------- | ----------------------- | ----------- | -------- | ---- |
| KBS 2TV   | 김현태(2·5)             | -           | 이용철   |      |
| MBC TV    | 한광섭(1·4)             | 안소영      | 허구연   |      |
| SBS TV    | 배기완(3)               | -           | 박노준   |      |
| MBC ESPN  | 임주완(5)               | -           | 서정환   |      |